# Renegades
Renegades – czwarty i zarazem ostatni album studyjny nagrany przez Rage Against the Machine. Zawiera covery takich artystów jak Minor Threat, MC5, The Rolling Stones, Cypress Hill oraz Devo.
Został wydany w 2000 roku, po odejściu wokalisty Zacka de la Rochy. Po wydaniu Renegades pozostali trzej członkowie RAtM’u wraz z Chrisem Cornellem założyli zespół Audioslave. Ostatnią wydaną płytą przez Rage Against the Machine była płyta Live at the Grand Olympic Auditorium, nagrana podczas ostatnich dwóch koncertów w Los Angeles 12 września oraz 13 września 2000 roku.

## Lista utworów
| Lp. | Długość | Tytuł                       | Oryginalny wykonawca | Tytuł oryginalnego albumu |
| 1   | 05:01   | Microphone Fiend            | Eric B. & Rakim      | Follow the Leader         |
| 2   | 03:18   | Pistol Grip Pump            | Volume 10            | Hip-Hopera                |
| 3   | 03:11   | Kick Out The Jams           | MC5                  | Kick Out the Jams         |
| 4   | 04:35   | Renegades of Funk           | Afrika Bambaataa     | Planet Rock: The Album    |
| 5   | 02:35   | Beautiful World             | Devo                 | New Traditionalists       |
| 6   | 04:56   | I'm Housin'                 | EPMD                 | Strictly Business         |
| 7   | 03:54   | In My Eyes                  | Minor Threat         | In My Eyes                |
| 8   | 04:04   | How I Could Just Kill a Man | Cypress Hill         | Cypress Hill              |
| 9   | 05:38   | The Ghost of Tom Joad       | Bruce Springsteen    | The Ghost of Tom Joad     |
| 10  | 03:38   | Down On the Street          | The Stooges          | Fun House                 |
| 11  | 04:42   | Street Fighting Man         | The Rolling Stones   | Beggars Banquet           |
| 12  | 06:54   | Maggie's Farm               | Bob Dylan            | Bringing It All Back Home |
| 13  | 04:31   | Kick Out The Jams           | MC5                  | Kick Out the Jams         |
| 14  | 04:30   | How Could I Just Kill a Man | Cypress Hill         | Cypress Hill              |